# Мэй, Шон
Шон Грегори Мэй (англ. Sean Gregory May; родился 4 апреля 1984 года в Чикаго, штат Иллинойс, США) — бывший американский профессиональный баскетболист. Чемпион Национальной ассоциации студенческого спорта (NCAA) в составе команды «Северная Каролина Тар Хилз» сезона 2004/2005 годов, в котором был признан самым выдающимся игроком этого турнира. В настоящее время занимает должность помощника директора по развитию игроков в своём родном университете Северной Каролины.

## Ранние годы
Шон Мэй родился 4 апреля 1984 года в Чикаго (штат Иллинойс), а вырос в Блумингтоне (штат Индиана), где учился в Северной школе Блумингтона, в которой играл за местную баскетбольную команду, будучи в одно время партнёром Джареда Джеффриса. В 2002 году вместе с Рэймондом Фелтоном и Рашадом Маккэнтсом принимал участие в игре McDonald’s All-American, в которой выступают лучшие выпускники школ США и Канады. Позднее все трое в составе «Тар Хилз» стали триумфаторами главного студенческого турнира страны.

## Студенческая карьера
В 2002 году поступил в Университет Северной Каролины в Чапел-Хилл, где в течение трёх лет играл за студенческую команду «Северная Каролина Тар Хилз», где провёл успешную карьеру под руководством члена Зала славы баскетбола Роя Уильямса, набрав в 77 играх 1213 очков (15,8 в среднем за игру), 771 подбор, 113 передач, 100 перехватов и 94 блок-шота. При Мэе «Тар Хилз» один раз выигрывали регулярный чемпионат (2005), но ни разу — турнир конференции Атлантического Побережья, а также два раза выходили в плей-офф студенческого чемпионата США (2004—2005).
В 2005 году «Северная Каролина Тар Хилз» стали чемпионами Национальной ассоциации студенческого спорта (NCAA), а Шон Мэй был признан самым выдающимся игроком этого баскетбольного турнира. 27 марта «Тар Хилз» вышли в финал четырёх турнира NCAA (англ. Final Four), где сначала в полуфинале, 2 апреля, обыграли команду Алана Андерсона, Шеннона Брауна и Пола Дэвиса «Мичиган Стэйт Спартанс» со счётом 87—71, в котором Шон стал лучшим по результативности игроком своей команды, набрав 22 очка, а затем в финальном матче, 4 апреля, переиграли команду Дерона Уильямса, Джеймса Огастина и Ди Брауна «Иллинойс Файтинг Иллини» со счётом 75—70, в котором Мэй стал лучшим по результативности игроком матча, набрав 26 очков и сделав 10 подборов.
Когда Шон выбрал для продолжения своей спортивной карьеры университет Северной Каролины в Чапел-Хилл, это стало большим сюрпризом для большинства баскетбольных наблюдателей, так как долгое время считалось, что он хотел бы остаться в родном городе и играть за команду Индианского университета в Блумингтоне «Индиана Хузерс». Кроме того он имел сильные семейные связи в местном университете, ибо его отец Скотт Мэй в 1976 году, выступая за «Хузерс», также выиграл чемпионский титул, плюс собрал почти что всю коллекцию главных наград студенческого баскетбола, за исключением приза Оскара Робертсона, к тому же и его старший брат Скотт-младший играл за «Хузерс» вместе с Джаредом Джеффрисом в решающем матче турнира NCAA 2002 года, когда они уступили команде «Мэриленд Террапинс» со счётом 52—64. Скотт и его сын Шон Мэй являются одним из четырёх дуэтов (отец-сын), каждый из которых в своё время, как минимум один раз, выигрывал баскетбольный турнир NCAA, три других дуэта — это Маркес (1975) и Крис Джонсон (1995), Генри (1970, 1971 и 1972) и Майк Бибби (1997), а также Дерек (1980) и Нолан Смит (2010). Шон окончил университет Северной Каролины в августе 2009 года со степенью бакалавра по афро-американским исследованиям.

## Профессиональная карьера

### Карьера в НБА
В апреле 2005 года Мэй заявил, что он решил отказаться от последнего сезона выступлений за «Тар Хилз» и выставил свою кандидатуру на драфт НБА, на котором был выбран в первом раунде под общим тринадцатым номером командой «Шарлотт Бобкэтс». Этот драфт стал одним из рекордных для студентов университета Северной Каролины, так как уже к середине первого раунда все партнёры Шона по «Тар Хилз» узнали свои новые команды, Марвин Уильямс был выбран вторым, Рэймонд Фелтон — пятым, а Рашад Маккэнтс — четырнадцатым. Свою профессиональную карьеру начал Шон весьма решительно, выиграв звание самого ценного игрока летней лиги НБА на турнире Роки-Маунтин Ревю, однако травма, полученная 20 декабря в победном матче против клуба «Чикаго Буллз» (105—92), заставила его досрочно завершить свой первый сезон, в котором он успел провести всего 23 игры.
5 октября 2007 года Мэй объявил, что он решил сделать операцию на правом колене посредством микрофрактурной хирургии, в результате чего целиком пропустит предстоящий сезон. Последствия операции преследовали его и весь следующий сезон, потому что он испытывал проблемы кондиционирования, постоянную усталость и тендинит. 30 декабря 2008 года Шон был признан непригодным играть физически, в результате этого главный тренер «Бобкэтс» Ларри Браун был вынужден поместить его в список неактивных баскетболистов на неопределённый срок. 23 июня 2009 года канал ESPN News сообщил, что руководство «Шарлотт Бобкэтс» отказалось сделать Мэю квалификационное предложение, положенное тому по контракту новичка, в результате чего Шон стал неограниченно свободным агентом.
21 июля 2009 года, после обязательной проверки своего физического состояния, Мэй заключил однолетнее соглашение на общую сумму 884 881 доллар с командой «Сакраменто Кингз». 9 августа 2010 года подписал договор сроком на один год с клубом «Нью-Джерси Нетс», однако во время предсезонной подготовки перенёс тяжёлую нагрузку на левую ногу, в результате которой произошёл стрессовый перелом, после чего руководство «Сетей» решило отказаться от его услуг и 7 сентября расторгло контракт в одностороннем порядке.

### Карьера в Европе
Залечив эту травму, Шон Мэй решил завершить карьеру в НБА и перебрался в Европу, где 22 ноября 2010 года подписал однолетнее соглашение на сезон 2010/2011 годов с командой «Фенербахче-Улкер», выступающей в чемпионате Турции. 1 октября 2011 года он сменил место прописки и переехал в Хорватию, где заключил договор с клубом «Загреб», однако уже в феврале 2012 года покинул его и перебазировался в Италию, там он влился в ряды «Сутор». Впрочем и тут он надолго не задержался, так как уже в апреле вновь травмировал левую ногу и пропустил остаток сезона.
18 июля 2012 года Мэй подписал двухлетний договор с командой «Пари-Леваллуа», выступающей в чемпионате Франции, здесь он воссоединился со своим бывшим партнёром по студенческой команде «Северная Каролина Тар Хилз» Джавадом Уильямсом, однако и здесь от него отвернулась фортуна, сезон 2013/2014 годов он пропустил почти полностью, приняв участие всего лишь в одном матче. 24 ноября 2014 года Шон заключил договор сроком на один год с французским клубом «СПО Руан Баскет», впрочем и тут его карьера не задалась, так как спустя всего лишь один месяц, 30 декабря, Мэй покинул его и перебрался в команду «Орлеан Луаре Баскет», с которой подписал контракт до конца текущего сезона.

## Дальнейшая деятельность
Устав от постоянных травм и неудач, Шон Мэй решил завершить свою профессиональную игровую карьеру и сконцентрироваться на другом роде деятельности. 26 октября 2015 года он устроился на должность помощника директора по развитию игроков в своём родном университете, где работает и в настоящее время.

## Статистика

### Статистика в НБА
| Сезон                                                                                    | Команда    | Регулярный сезон | Регулярный сезон | Регулярный сезон | Регулярный сезон | Регулярный сезон | Регулярный сезон | Регулярный сезон | Регулярный сезон | Регулярный сезон | Регулярный сезон | Регулярный сезон | Серия плей-офф | Серия плей-офф | Серия плей-офф | Серия плей-офф | Серия плей-офф | Серия плей-офф | Серия плей-офф | Серия плей-офф | Серия плей-офф | Серия плей-офф | Серия плей-офф |
| Сезон                                                                                    | Команда    | GP               | GS               | MPG              | FG%              | 3P%              | FT%              | RPG              | APG              | SPG              | BPG              | PPG              | GP             | GS             | MPG            | FG%            | 3P%            | FT%            | RPG            | APG            | SPG            | BPG            | PPG            |
| ---------------------------------------------------------------------------------------- | ---------- | ---------------- | ---------------- | ---------------- | ---------------- | ---------------- | ---------------- | ---------------- | ---------------- | ---------------- | ---------------- | ---------------- | -------------- | -------------- | -------------- | -------------- | -------------- | -------------- | -------------- | -------------- | -------------- | -------------- | -------------- |
| 2005/06                                                                                  | Шарлотт    | 23               | 1                | 17,3             | 40,9             | 0,0              | 76,6             | 4,7              | 1,0              | 0,7              | 0,5              | 8,2              | Не участвовал  | Не участвовал  | Не участвовал  | Не участвовал  | Не участвовал  | Не участвовал  | Не участвовал  | Не участвовал  | Не участвовал  | Не участвовал  | Не участвовал  |
| 2006/07                                                                                  | Шарлотт    | 35               | 8                | 23,9             | 50,0             | 66,7             | 76,8             | 6,7              | 1,9              | 0,5              | 0,7              | 11,9             | Не участвовал  | Не участвовал  | Не участвовал  | Не участвовал  | Не участвовал  | Не участвовал  | Не участвовал  | Не участвовал  | Не участвовал  | Не участвовал  | Не участвовал  |
| 2008/09                                                                                  | Шарлотт    | 24               | 12               | 12,5             | 39,8             | 100,0            | 70,0             | 2,9              | 0,4              | 0,2              | 0,2              | 3,9              | Не участвовал  | Не участвовал  | Не участвовал  | Не участвовал  | Не участвовал  | Не участвовал  | Не участвовал  | Не участвовал  | Не участвовал  | Не участвовал  | Не участвовал  |
| 2009/10                                                                                  | Сакраменто | 37               | 4                | 8,9              | 45,9             | 0,0              | 65,6             | 1,9              | 0,5              | 0,3              | 0,2              | 3,3              | Не участвовал  | Не участвовал  | Не участвовал  | Не участвовал  | Не участвовал  | Не участвовал  | Не участвовал  | Не участвовал  | Не участвовал  | Не участвовал  | Не участвовал  |
|                                                                                          | Всего      | 119              | 25               | 15,7             | 45,8             | 23,1             | 74,6             | 4,0              | 1,0              | 0,4              | 0,4              | 6,9              | Не участвовал  | Не участвовал  | Не участвовал  | Не участвовал  | Не участвовал  | Не участвовал  | Не участвовал  | Не участвовал  | Не участвовал  | Не участвовал  | Не участвовал  |
| Наведите курсор мыши на аббревиатуры в заголовке таблицы, чтобы прочесть их расшифровку. |            |                  |                  |                  |                  |                  |                  |                  |                  |                  |                  |                  |                |                |                |                |                |                |                |                |                |                |                |

### Статистика в NCAA
| Сезон | Команда           | Conf  | Class | GP | GS | MPG  | FG%  | 3P% | FT%  | RPG  | APG | SPG | BPG | PPG  |
| --- | ----------------- | ----- | ----- | -- | -- | ---- | ---- | --- | ---- | ---- | --- | --- | --- | ---- |
| 2002/03 | Северная Каролина | ACC   | FR    | 11 | 10 | 28,0 | 47,2 | 0,0 | 57,5 | 8,1  | 1,0 | 1,5 | 1,8 | 11,4 |
| 2003/04 | Северная Каролина | ACC   | SO    | 29 | 29 | 28,9 | 46,3 | 0,0 | 68,9 | 9,8  | 1,4 | 1,4 | 1,2 | 15,2 |
| 2004/05 | Северная Каролина | ACC   | JR    | 37 | 36 | 26,8 | 56,7 | 0,0 | 75,8 | 10,7 | 1,7 | 1,2 | 1,0 | 17,5 |
| Всего | Всего             | Всего | Всего | 77 | 75 | 27,8 | 51,3 | 0,0 | 71,7 | 10,0 | 1,5 | 1,3 | 1,2 | 15,8 |
| Наведите курсор мыши на аббревиатуры в заголовке таблицы, чтобы прочесть их расшифровку Статистика приведена с сайта sports-reference.com |                   |       |       |    |    |      |      |     |      |      |     |     |     |      |

### Статистика в других лигах
| Сезон | Команда               | Лига                   | GP  | GS | MPG  | FG%  | 3P%   | FT%   | RPG | APG | SPG | BPG | PFL | TOV | PPG  |
| --- | --------------------- | ---------------------- | --- | -- | ---- | ---- | ----- | ----- | --- | --- | --- | --- | --- | --- | ---- |
| 2010/11 | Фенербахче            | Евролига               | 8   | 1  | 12,1 | 40,6 | 0,0   | 72,7  | 2,8 | 0,5 | 0,5 | 0,3 | 2,0 | 0,4 | 4,3  |
| 2011/12 | Все клубы             | Все лиги               | 35  | 32 | 26,3 | 52,6 | 40,3  | 74,8  | 5,9 | 1,1 | 0,4 | 0,3 | 2,5 | 1,7 | 13,2 |
| 2011/12 | Загреб                | Лига ABA               | 18  | 16 | 25,4 | 53,7 | 47,1  | 71,6  | 5,5 | 1,1 | 0,5 | 0,2 | 2,2 | 1,6 | 13,0 |
| 2011/12 | Загреб                | Евролига               | 9   | 8  | 29,2 | 45,5 | 33,3  | 69,2  | 6,4 | 1,1 | 0,6 | 0,3 | 2,6 | 2,1 | 11,7 |
| 2011/12 | Сутор                 | Чемпионат Италии       | 8   | 8  | 24,9 | 58,1 | 28,6  | 91,7  | 6,0 | 1,0 | 0,1 | 0,5 | 3,0 | 1,5 | 15,5 |
| 2012/13 | Все клубы             | Все лиги               | 44  | 43 | 30,1 | 58,7 | 51,5  | 80,2  | 7,8 | 2,1 | 0,8 | 0,5 | 1,9 | 1,9 | 18,6 |
| 2012/13 | Пари-Леваллуа         | Чемпионат Франции      | 29  | 29 | 31,0 | 57,3 | 39,1  | 78,6  | 7,8 | 2,0 | 0,8 | 0,3 | 2,0 | 1,6 | 18,4 |
| 2012/13 | Пари-Леваллуа         | Кубок вызова           | 13  | 12 | 28,4 | 61,4 | 77,8  | 83,3  | 7,8 | 2,0 | 0,8 | 1,1 | 1,8 | 2,2 | 19,8 |
| 2012/13 | Пари-Леваллуа         | Кубок французской лиги | 2   | 2  | 28,0 | 61,1 | 100,0 | 100,0 | 7,5 | 3,0 | 0,5 | 0,5 | 1,0 | 4,0 | 13,5 |
| 2013/14 | Пари-Леваллуа         | Чемпионат Франции      | 1   | 1  | 18,0 | 37,5 | -     | -     | 5,0 | 1,0 | 1,0 | 0,0 | 0,0 | 1,0 | 6,0  |
| 2014/15 | Все клубы             | Все лиги               | 24  | 19 | 27,8 | 51,5 | 10,0  | 74,7  | 7,1 | 2,4 | 0,8 | 0,6 | 1,7 | 2,0 | 14,0 |
| 2014/15 | Орлеан Луаре          | Чемпионат Франции      | 16  | 13 | 27,9 | 53,2 | 0,0   | 67,2  | 6,7 | 2,4 | 0,9 | 0,6 | 1,6 | 2,3 | 13,9 |
| 2014/15 | Руан Метрополь Баскет | Чемпионат Франции      | 8   | 6  | 27,6 | 48,4 | 12,5  | 95,2  | 7,9 | 2,4 | 0,6 | 0,5 | 2,0 | 1,6 | 14,1 |
| Всего | Всего                 | Всего                  | 112 | 96 | 27,0 | 54,8 | 39,8  | 77,1  | 6,6 | 1,7 | 0,7 | 0,4 | 2,0 | 1,7 | 14,8 |
| В Евролиге | В Евролиге            | В Евролиге             | 17  | 9  | 21,2 | 44,2 | 29,2  | 70,3  | 4,7 | 0,8 | 0,5 | 0,3 | 2,3 | 1,3 | 8,2  |
| В чемпионате Франции | В чемпионате Франции  | В чемпионате Франции   | 54  | 49 | 29,4 | 54,6 | 30,3  | 77,1  | 7,4 | 2,2 | 0,8 | 0,4 | 1,8 | 1,8 | 16,2 |
| Наведите курсор мыши на аббревиатуры в заголовке таблицы, чтобы прочесть их расшифровку Статистика приведена с сайта basketball.realgm.com |                       |                        |     |    |      |      |       |       |     |     |     |     |     |     |      |